# Leonardo Grosso
Leonardo Grosso (Bra, 11 giugno 1943) è un dirigente sportivo ed ex calciatore italiano, di ruolo portiere.

## Biografia
Suo figlio Edoardo ha anche lui intrapreso la carriera di portiere, militando tra gli altri nel Livorno, nel Pontedera e nel Figline.

## Carriera
Cresce nell'Associazione Calcio Cinzano, squadra dilettantistica piemontese. Notato dai dirigenti del Genoa, passa nel 1964 con la squadra del grifone dove fa il secondo di Mario Da Pozzo. Il suo esordio in Serie A avviene il 7 marzo 1965 a Torino, contro la Juventus, con una pesante sconfitta per i rossoblù che perdono per 7 a 0. Torna tra i pali del Genoa in Serie A con l'avvento in panchina di Roberto Lerici, che sostituisce Paulo Amaral, giocando le due ultime partite di campionato.

Grosso (a destra) al Perugia del 1971, in uscita sul foggiano Saltutti.

Retrocesso il Genoa in Serie B, resta a Genova per altri 5 campionati sui 13 che complessivamente gioca nella serie cadetta. Tra i suoi allenatori avrà anche Giorgio Ghezzi, fondamentale per la sua maturazione nel ruolo di portiere. Sarà un'altra retrocessione del Genoa, nel 1970, a portarlo lontano dalla Liguria, sempre in una società con lo stemma del grifone, il Perugia. In Umbria gioca quattro stagioni e, tolta la prima in cui fa da secondo a Claudio Mantovani, difende da titolare la porta dei biancorossi.
Nel 1974 viene ceduto alla SPAL, quale parziale conguaglio nella vendita del portiere biancazzurro Roberto Marconcini al club umbro. A Ferrara non parte titolare ma nel corso del campionato l'allenatore Mario Caciagli gli affida la difesa della porta estense e resta con la SPAL sino al 1977, anno in cui la squadra allenata da Luis Suárez (calciatore 1935) retrocede in Serie C.
Grosso trova allora un'opportunità di restare in Serie B con i gialloblù del Modena ma, retrocessi anche gli emiliani – per lui si tratta della quarta retrocessione della carriera – nel 1978, a 35 anni, l'estremo giocatore piemontese si ritira dal calcio giocato.

## Dopo il ritiro
Attivo nell'Associazione Italiana Calciatori sin dagli anni 1970, a seguito della laurea conseguita in legge rimase negli organismi dirigenti dell'associazione, dove tuttora ricopre la carica di vice presidente. Dal 10 novembre 2010 al 22 ottobre 2013 è stato presidente della Federazione Internazionale dei Calciatori Professionisti.

## Riconoscimenti
- 2011 (Genova, 28 maggio) - Viene insegnito dall'Ordine Nazionale Cavalieri dello Sport, con il patrocinio dell' CSEN, del titolo di Cavaliere dello Sport.[3]